# Kosmodrom Øst
Kosmodrom Øst (russisk: Космодром Восточный, Kosmodrom Vostotjnyj) er en rumhavn under opførelse i det østligste Rusland, i Amur-regionen, ca. 1000 kilometer nordnordvest for Vladivostok. Den skal gøre Rusland mindre afhængig af Bajkonur-kosmodromen i Kasakhstan. Byggeriet startede i 2011 og den første raketopsendelse skete d. 28. april 2016. Den opsendte Mikhail Lomonosov-satellitten, der skal undersøge gammaglimt. I 2018 skal de første kosmonauter sendes op fra en af syv affyringsramper, hvoraf de to er møntet på bemandede opsendelser og to på ubemandede rumtransporter.

## Beskrivelse
Kosmodromen dækker et areal på 551,5 km2,  der ligger nær den lille by Uglegorsk, med direkte forbindelse til den Transsibiriske jernbane ved stationen Ledjanaja. Denne er blevet udvidet i forbindelse med projektet, desuden ligger området også ud til M58, der er en del af det føderale russiske motorvejssystem. Området er tyndt befolket og har rigeligt af elkraftværker, og desuden vil rumhavnen blive opført på resterne af den nedlagte ICBM-missilbase; Svobodnyj-kosmodromen. Området ligger tæt ved Stillehavet, hvilket muliggør nemmere transport af materialer til stedet, og det gør det også nemt at skille sig af med de første rakettrin, fordi de falder i havet.

## Formål
Den nye kosmodrom vil gøre det muligt for Rusland at opsende rummissioner i ikke-polære baner fra eget territorium, og mindske landets afhængighed af Bajkonur-kosmodromen i Kasakhstan. Det var i lang tid den eneste rumhavn, der styres af Rusland, som har kapaciteten til at opsende bemandede rumflyvninger og til at sende satellitter op i geostationære baner.
Rusland betaler årligt Kasakhstan 115 mio. dollar i leje for adgangen til Bajkonur og derudover 100 mio dollar til vedligeholdelse. Kasakhstan ønsker også at overtage gamle affyringsramper til almindelige satellitopsendelser, hvilket lægger et yderligere pres på Rusland.
Opsendelser til den geostationære bane fra en rumhavn på ækvator giver et farttilskud på 1674 km/t, ved østlige opsendelser. Rumhavne der ikke ligger på ækvator får et tilsvarende mindre farttilskud. Bajkonur ligger på 45,8°N., der giver et farttilskud på 1166 km/t. Den nye kosmodrom ligger på 51°N., hvilket giver et farttilskud på 1090 km/t.

## Byggeriet
Den 1. september 2009 underskrev daværende præsident Medvedev, præsidentielt dekret Nr. 562, der deklarerer at Ruslands føderale myndighed for specielle byggeprojekter, Spetsstroj, skal stå for projektet. I august 2010 blev det første spadestik taget af daværende premierminister Vladimir Putin. Han udtalte følgende ved den lejlighed: "Opførelsen af et nyt rumcenter…er et af det moderne Ruslands største og mest ambitiøse projekter," og fortsatte "Det vil give os muligheden, ikke kun at bekræfte Ruslands førende teknologiske status… men det vil også give hundredvis, måske tusindvis, af unge specialister en chance til at vise deres talenter." (oversat til dansk fra en engelsk oversættelse fra russisk).
Det egentlige byggeri startede i januar 2011, og forventes at være helt færdigt i 2018.
Nogle kilder refererer til en vis modvilje fra flere kanter. Bl.a. skulle det russiske militær have sagt at de ikke har nogen interesse i Kosmodrom Øst-projektet. Desuden skulle også flere myndigheder være imod projektet.
Senest har den genvalgte præsident Putin besøgt kosmodromen. Den 12. april 2013, hvor han udover at blive vist rundt, også talte med besætningen på den Internationale Rumstation via et videolink.